# Alain Montwani
Alain Montwani (* 12. Januar 1984) ist ein andorranischer Fußballspieler.
Montwani spielte drei Jahre beim FC Andorra, bevor er zur Saison 2005/06 zum aktuellen Verein FC Santa Coloma. 2003 gab er sein Debüt in der Nationalmannschaft Andorras, wurde seitdem aber nicht mehr berufen.